# Imidazol-1-sulfonylazid
Imidazol-1-sulfonylazid ist eine chemische Verbindung aus der Gruppe der Azide.

## Gewinnung und Darstellung
Imidazol-1-sulfonylazid kann durch Addition von Imidazol an Chlorsulfonylazid gewonnen werden, wobei letzteres in situ durch die Reaktion von äquimolaren Mengen Natriumazid und Sulfurylchlorid in Acetonitril hergestellt werden kann. Aus der rohen Lösung von Imidazol-1-sulfonylazid bei dessen Herstellung kann durch Behandlung mit ethanolischem Chlorwasserstoff das entsprechende Hydrochloridsalz ausgefällt werden.

Synthese von Imidazol-1-sulfonylazid

Ein alternatives Edukt ist Sulfonyldiimidazol. Wird dieses zunächst mit Methyltriflat und dann mit Natriumazid umgesetzt, wird ebenfalls Imidazol-1-sulfonylazid erhalten.

## Eigenschaften
Imidazol-1-sulfonylazid ist eine farblose Flüssigkeit. Das Hydrochlorid ist ein farbloser kristalliner Feststoff, der weder bei Schlagversuchen, noch bei starkem Rührem und längerem Erhitzen (bei 80 °C) ein explosives Verhalten zeigt. Das Erhitzen des Hydrochlorids über seinen Schmelzpunkt führt zu einer langsamen Gasentwicklung (vermutlich Stickstoff) und zu einer gelben Flüssigkeit, die höchstwahrscheinlich das entsprechende Diazen darstellt. Bei Erwärmung über 150 °C erfolgt eine heftige Zersetzung.

## Verwendung
Imidazol-1-sulfonylazid wird als Diazotransferreagenz verwendet, um andere Azide als Edukte für die Huisgen-Reaktion herzustellen. Es wurde im Jahr 2007 von der Forschergruppe um Ethan D. Goddard-Borger entdeckt. Bei gleichbleibend guter Diazotransferaktivität zeigte dieses neue Reagenz eine geringere Explosionsneigung als die bis dahin eingesetzten Azide und konnte sogar als Feststoff in Form seiner des Chloridsalzes isoliert werden.